# Anagrus nigriventris
Anagrus nigriventris är en stekelart som beskrevs av Girault 1911. Anagrus nigriventris ingår i släktet Anagrus och familjen dvärgsteklar. Inga underarter finns listade i Catalogue of Life.